# Грива (Даугавпилс)
Гри́ва (латыш. Grīva, пол. Grzywa) — район города Даугавпилса, его бывший город-спутник. Расположен в южной части Даугавпилса вдоль левого берега реки Даугава (Западная Двина).

## История

Герб города Грива

В начале XVIII века на землях Калкунского имения образовалась слобода Иерусалим, которая являлась значительным коммуникационным и торговым пунктом. В 1810 году в районе слободы началось строительство предмостного укрепления Динабургской крепости, и слобода была перенесена на 1,5 км вверх по течению реки Даугава на левый берег устья речки Лауцеса/Лауцен, где ещё в 1802 году находилась «Гривская корчма». Новое поселение стало называться Гривой, что в переводе с латышского означает «устье». Позднее стало застраиваться место и на правом берегу Лауцессы, на землях имения Лигинишки, и новое поселение получило название Земгаллен. В 1832 году, когда имения Калкуны и Лигинишки перешли в собственность одного хозяина, два поселения были объединены и получили название Грива-Земгаллен (Грива Земгальская). Такое название просуществовало около 90 лет. Жители посёлка бывший Земгаллен стали называть Гривкой.

Мост через реку Лауцеса, разрушенный во время Второй мировой войны

В 1831 году 13 (25) октября Грива была присоединена к Динабургу (Даугавпилсу), таким образом войдя в состав Витебской губернии. Однако за гривчанами сохранились права жителей Курляндской губернии, например, отсутствие крепостного права, которое в Курляндской губернии было отменено в 1817 году. В 1849 году Грива вышла из состава Динабурга и стала местечком Иллукстского уезда Курляндской губернии.

13 октября 1831 г. состоялось Высочайшее повеление по представлению Смоленского, Могилёвского и Витебского Генерал-Губернатора о присоединении находящегося в Курляндской губернии местечка Гривы к городу Динабургу *. Жителям этого местечка, причисленным к Витебской губернии были оставлены все те права, коими они пользовались на основании особых положений по Курляндской кубернии. * В 1849 г. м. Грива вновь вышла из состава города Динабурга и Витебской губернии.
— 
Во второй половине XIX века Динабург стал бурно развиваться, и это положительно отразилось в развитии Гривы. Значительно выросло и население Гривы. По переписи 1897 население местечка составляло 8009 человек (иудеев — 3027, римо-католиков — 2605, староверов — 1485). Местечко по населению опережало не только уездный центр Иллукст, но и такие города губернии как Виндава (Вентспилс), Якобштадт (Екабпилс), Туккум и другие.
В 1910 году в Гриве было уже 12 240 жителей, и в 1912 году Грива получила права города.
Во время Латвийской Республики в 1925 году 31 октября Президент ЛР Янис Чаксте (1922—1927) утвердил среди прочих мест - герб города Грива, 1925 год, 31 октября. Город входил в Илукстский уезд ЛР.  В 1931 году, пережив очередное наводнение Двины, когда в Краславе снесло мост, Грива/ самоуправление приняло решение строить дамбы по брегам рек Двины и Лауцен, для зашиты поселения от последующих наводнений.  1932 году дума Гривы решила использовать русский язык как рабочий. 23 ноября 1935 года открыт Мост Единства (Виенибас) между городами Даугавпилс и Грива. С 1 января 1950 года Грива — центр Гривского района, в 1950-х годах укрупнение районов, присоединены соседние районы.

### Присоединение к Даугавпилсу
30 мая 1953 года Указом Президиума Верховного Совета ЛССР город Грива со своей территорией присоединён к городу Даугавпилс, Даугавпилс служит центром Гривского района (из этого же Указа).

УКАЗ Президиума Верховного Совета Латвийской ССР
О присоединении города Грива к городу Даугавпилсу
Президиум Верховного Совета Латвийской ССР постановляет:
1. Присоединить город Гриву (в существующих его границах) к городу Даугавпилсу.
2. Установить, что административным центром Гривского района является город Даугавпилс.
Председатель Президиума Верховного Совета Латвийской ССР К.Озолинь.
Секретарь Президиума Верховного Совета Латвийской ССР К.Гайлис.

гор. Рига, 30 мая 1953 года.
— 

### Переименование улиц в 1953 году
Исполнительный комитет Даугавпилсского городского Совета депутатов трудящихся

Решение № 651 от 19 ноября 1953 г.

О переименовании названий улиц.

В связи с присоединением г. Грива к городу Даугавпилс ряд улиц оказались с одинаковыми названиями, Исполнительный Комитет Даугавпилсского городского Совета депутатов трудящихся решает:
1. Переименовать улицы бывшего города Грива, согласно приложения-списка переименованных улиц.
2. Обязать Начальника конторы благоустройства /тов. Суркова/ до 15.XII с.г. изготовить таблички с новыми надписями и прекрепить их на коммунальные здания переименованных улиц.
3. Обязать Заведующего отделом коммунального хозяйства т. Абросимова потребовать от владельцев домов на правах личной собственности заменить домовые номерные знаки с новым наименованием улиц.
4. Предложить Секретарю Исполкома Горсовета т. Кишкурно опубликовать в газете Красное знамя настоящее решение.
ПРЕДСЕДАТЕЛЬ ИСПОЛКОМА ДАУГАВПИЛССКОГО ГОРСОВЕТА подпись /Я. ПАКАЛН/

СЕКРЕТАРЬ ИСПОЛКОМА ДАУГАВПИЛССКОГО ГОРСОВЕТА подпись /А. КИШКУРНО/
— 

### XXI век
В апреле 2010 и 2013 годов частично территорию тюрьмы на Гриве затапливала река Даугава.
В 2013 году проведён капитальный ремонт улицы Комунала, благоустройство сквера у 6-й средней школы, в сентябре 2013 года начато сооружение дамбы для защиты гривских кладбищ от реки Лауцеса.
Летом 2015 года прокладывался дюкер (слив канализации) с Гривы через реку Даугаву на очистные сооружения — две нитки труб. Здание школы сохранится как общественный центр Гривы. 27 июня 2024 в заседании мэрии/магистрата, директор 6-й школы И. Мелдере уволена по сокращению штатов
22 февраля 2024 года в заседании мэрии/магистрата принято решение о ликвидации школы №6, путем её присоединения к школе Центра, в здании будет Центр Гривы/ детсад и библиотека уже существуют там несколько лет//. Здание не будет пустовать по словам вице-мэра/вице-бургомистра А. Васильева.
29 августа 2024 года в заседании мэрии/магистрата принято решение о создании Центра Райниса в здании бывшей школы №6. Он станет культурным центром Гривы, под управлением городского краеведческого и художественного музея города, будет рассказывать о истории, видных жителях Гривы, готовы три экспозиции. Центр откроется 11 сентября, в 15.00. 11 сентября 2024 года состоялось открытие Центра Райниса, как новое подразделение городского музея.
7 ноября 2024 в Центре Райниса открылась выставка.
17 мая 2025  Центр Райниса впервые участвовал в Ночи музеев.

## Известные люди
- Латышский народный поэт Райнис учился в Гривской немецкой школе ( c 2024 года Центр Райниса) в 1875—1879 годах.
- Латышский художник Рихард Зариньш окончил эту же школу в 1886 году.
- Купфер, Карл Рейнхолд — ботаник, учился в Гривской немецкой школе в 1883—1886 годах[19].
- Гроссе, Виктор Федорович — дипломат, родился в Гриве 26 мая 1869 года, последний консул Российской империи в Шанхае 1911—1924, умер 6 октября 1931 года[20]
- Раввин Авраам-Ицхак Кук — крупнейший раввин, каббалист и общественный деятель начала XX века, родился в Гриве в 1865 году.